# Estación de Dijon-Ciudad
La estación de Dijon-Ciudad, (en francés: gare de Dijon-Ville), también llamada estación Foch, es la principal estación ferroviaria de la ciudad francesa de Dijon. Por ella circulan un gran número de trenes especialmente de alta velocidad y regionales. La estación ofrece importantes conexiones internacionales con Suiza e Italia. 
En 2008, fue utilizada por cerca de 5,5 millones de pasajeros.

## Historia
Fue inaugurada en 1849 por parte de la Compañía de Ferrocarriles de París a Lyon y al Mediterráneo. En 1938 pasó a depender de la SNCF. Desde 1997 la red depende de la RFF mientras que la SNCF explota la misma. 

## Situación ferroviaria
La estación se encuentra en el punto kilométrico 214,208 de la línea férrea radial París-Marsella. Además, este importante nudo ferroviario, pertenece al trazado de las siguientes líneas férreas:
- Línea férrea Dijon-Ciudad - Is-sur-Tillen. Eje transversal de apenas 32 kilómetros forma parte de un trazado mucho mayor que une Dijon con Luxemburgo. Si bien dispone de un tráfico de pasajero relevante destaca principalmente por su elevado tráfico de trenes de mercancías.
- Línea férrea Dijon-Ciudad - Saint-Amour. Eje norte-sur de algo más de 100 kilómetros que circula en paralelo con la línea París-Marsella. Está enfocada esencialmente al tráfico regional y al tráfico de mercancías. Se usa también en caso de saturación de la línea París-Marsella.
- Línea férrea Dijon-Ciudad - Vallorbe. Línea oeste-este que une Dijon con la frontera con Suiza. Goza de importante tráfico al ser una de las vías de conexión de Francia con el país helvético.
- Línea férrea Dijon-Ciudad - Épinac. Línea cerrada.

## Descripción
La estación que en su diseño actual data de 1962 se caracteriza por su fachada circular acristalada. Se compone de cinco andenes curvados, uno lateral y cuatro central y de once vías numeradas con letras de la A a la K, siendo esta última la más alejada del edificio de la estación y la A la más cercana. Todas tienen acceso a andén menos la B y la K. La organización de vías y andenes es la siguiente: a-v-v-v-a-v-v-a-v-v-a-v-v-a-v-v.
Cada andén está recubierto parcialmente con su propia marquesina y varios pasos subterráneos permiten el cambio de vías.

## Servicios ferroviarios

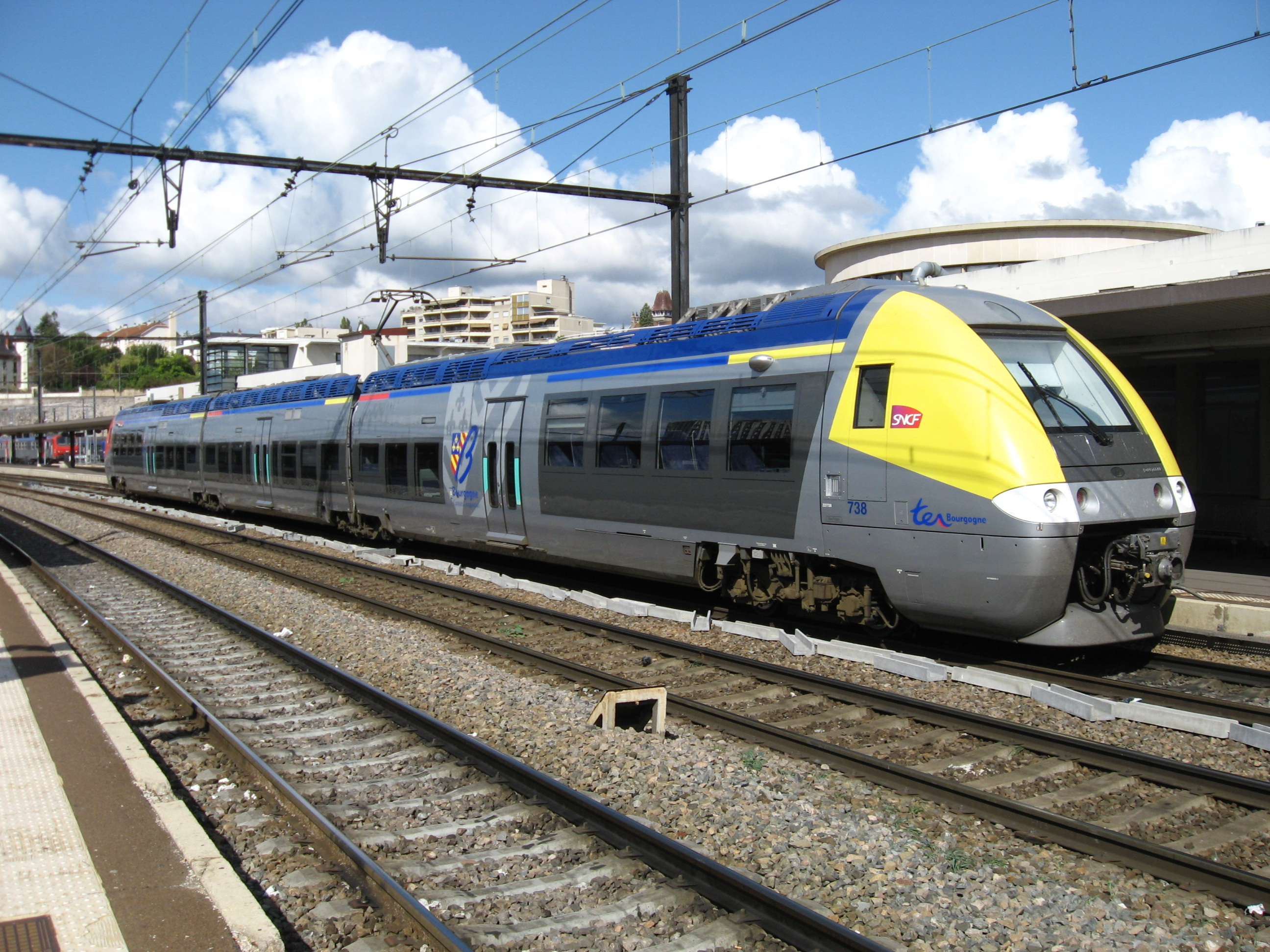
Un TER Borgoña estacionado en vía A.

### Alta Velocidad
Los trenes TGV que transitan por la estación permiten enlazar los siguientes destinos:
- Línea París ↔ Berna / Lausana / Brigue (en invierno). Tren Lyria
- Línea París ↔ Besançon / Belfort. Tren TGV.
- Línea París ↔ Chalon-sur-Saône. Tren TGV.
- Línea París ↔ Dijon. Tren TGV.
- Línea Metz / Dijon ↔ Marseilla / Niza. Tren TGV.
- Línea Dijon ↔ Burdeos. Tren TGV.
- Línea Lille ↔ Mulhouse. Tren TGV.
- Línea Metz ↔ Montpellier. Tren TGV.
- Línea Dijon ↔ Toulouse. Tren TGV. Estacional, solo fines de semana y verano.
- Línea Estrasburgo ↔ Montpellier. Tren TGV. Estacional, solo fines de semana y verano.
- Línea París ↔ Venecia. Tren Artesia.
- Línea París ↔ Roma. Tren Artesia.

### Grandes Líneas
A través de sus Lunéas, la SNCF recorre desde Dijon:
- Línea París ↔ Bourg-Saint-Maurice / Saint-Gervais-Le Fayet. Estacional, solo fines de semana y verano.

### Regionales
Son muchos los trenes regionales que circulan por estación:
- Línea Is-sur-Tille / Culmont-Chalindrey ↔ Dijon.
- Línea Nevers / Tours ↔ Dijon.
- Línea París ↔ Dijon.
- Línea Auxerre ↔ Dijon.
- Línea Les Laumes-Alésia ↔ Dijon.
- Línea Moulins / Clermont-Ferrand ↔ Dijon.
- Línea Reims / Culmont-Chalindrey ↔ Dijon.
- Línea Dijon ↔ Lyon / Grenoble.
- Línea Dijon ↔ Besançon / Belfort.
- Línea Dijon ↔ Pontarlier.
- Línea Dijon ↔ Saint-Claude / Oyonnax.